# Johann Georg Sarasin
Johann Georg Sarasin (* 13. März 1762 in Frankfurt am Main; † 13. Februar 1847) war ein deutscher Kaufmann, Bankier und Politiker.

## Leben
Johann Georg Sarasin wurde in Frankfurt am Main geboren und entstammte einer Hugenottischen Familie aus Genf. Er war Inhaber des Bankhauses „Chiron Sarasin & Co.“ am Großen Kornmarkt in Frankfurt. Die Bank hatte u. a. Geschäftsverbindungen mit dem Eisen- und Stahlunternehmen „H.W. Remy & Cons.“ und der Rentkammer des Fürstentums Wied, beide in Neuwied. Chiron Sarasin & Co. war Nachfolger des Frankfurter Bankiers Philipp Leerse und bestand von 1785 bis 1844. Seit 1806 war er in Frankfurt Börsenvorsteher. Von 1808 bis 1816 war er Mitglied der neu gegründeten Frankfurter Handelskammer. 
1816 bis 1831 war er Senator und 1831 bis 1847 Schöffe im Senat der Freien Stadt Frankfurt. 1825 und 1828 war er Jüngerer Bürgermeister. 1817 bis 1827 war er Mitglied des Engeren Rates. 1817 bis 1824, 1826 bis 1827 und 1829 bis 1845 gehörte er dem Gesetzgebenden Körper an.

## Familie
1788 heiratete Johann Georg Sarasin in Frankfurt die 1771 in der Kapstadt geborene Suzette Marie Chiron. Sie war die Tochter seines Geschäftspartners Abraham Chiron (1740–1823), Bankier in Kapstadt und Frankfurt am Main und Besitzer des Schlosses Bockenheim, und seiner Ehefrau Maria Philippina Roger, aus Sedan. Die jüngere Schwester von Suzette Marie Chiron war die 1793 ebenfalls in Kapstadt geborene Jeannette Marianne Chiron, welche die zweite Ehefrau des Frankfurter Bankiers, Politikers und Schriftstellers Johann Jacob von Willemer (1760–1838) war.
Das Ehepaar Sarasin hatte drei Kinder: Emilie Marie Sarasin (1789–1817), Suzanne Eléonore Sarasin (1790–1847) und Abraham George Sarasin (1791–1871).
Johann Georg Sarasin entstammte derselben Genfer Hugenottenfamilie Sarasin wie der Schweizer Physiker Édouard Sarasin (1843–1917). Diese Familie Sarasin war aber nicht verwandt mit der Basler Bankiersfamilie gleichen Namens, welche das Bankhaus „A. Sarasin & Cie.“ besaßen.